# Julian Oktawian Zachariewicz-Lwigród
Julian Oktawian Zachariewicz-Lwigród (17 de julho de 1837 - 27 de dezembro de 1898), comumente referido como Julian Zachariewicz, foi um arquiteto e renovador polaco, pai de Alfred Zachariewicz. Zachariewicz graduou-se na Universidade Técnica de Viena, e foi professor e reitor (1881-1882) do Politécnico de Lemberg.

## Galeria

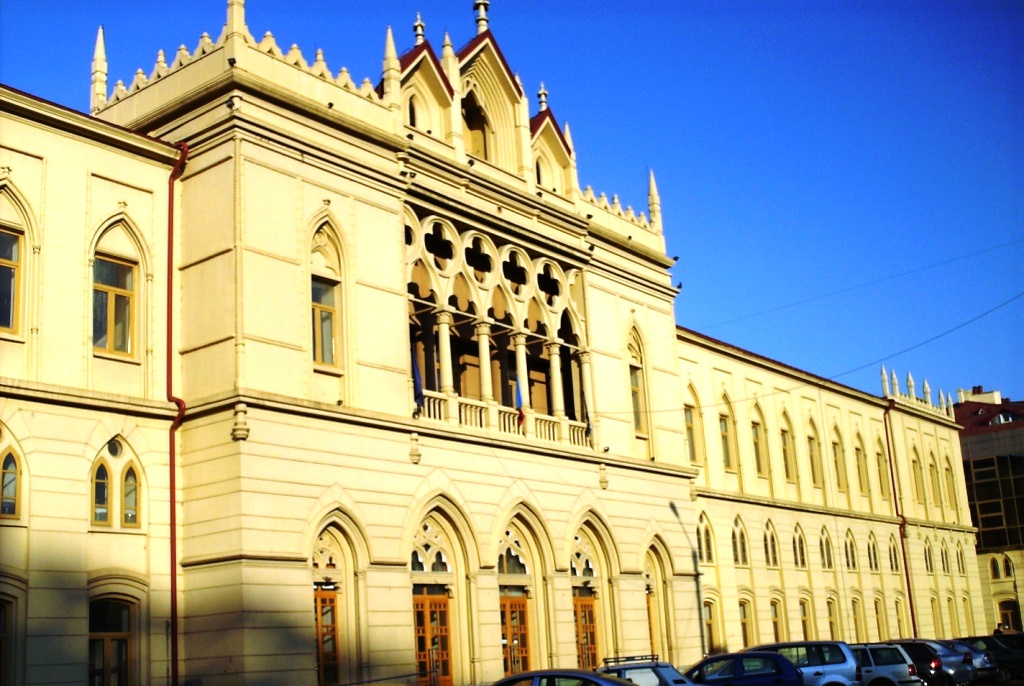
Estação ferroviária Iași
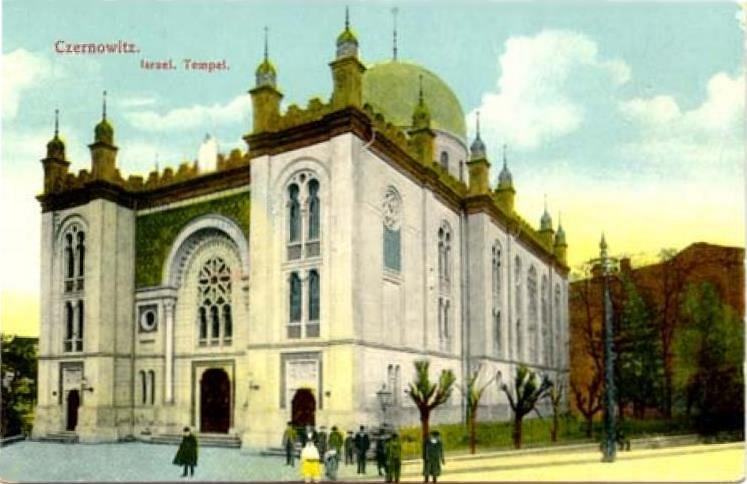
Sinagoga Czernowitz
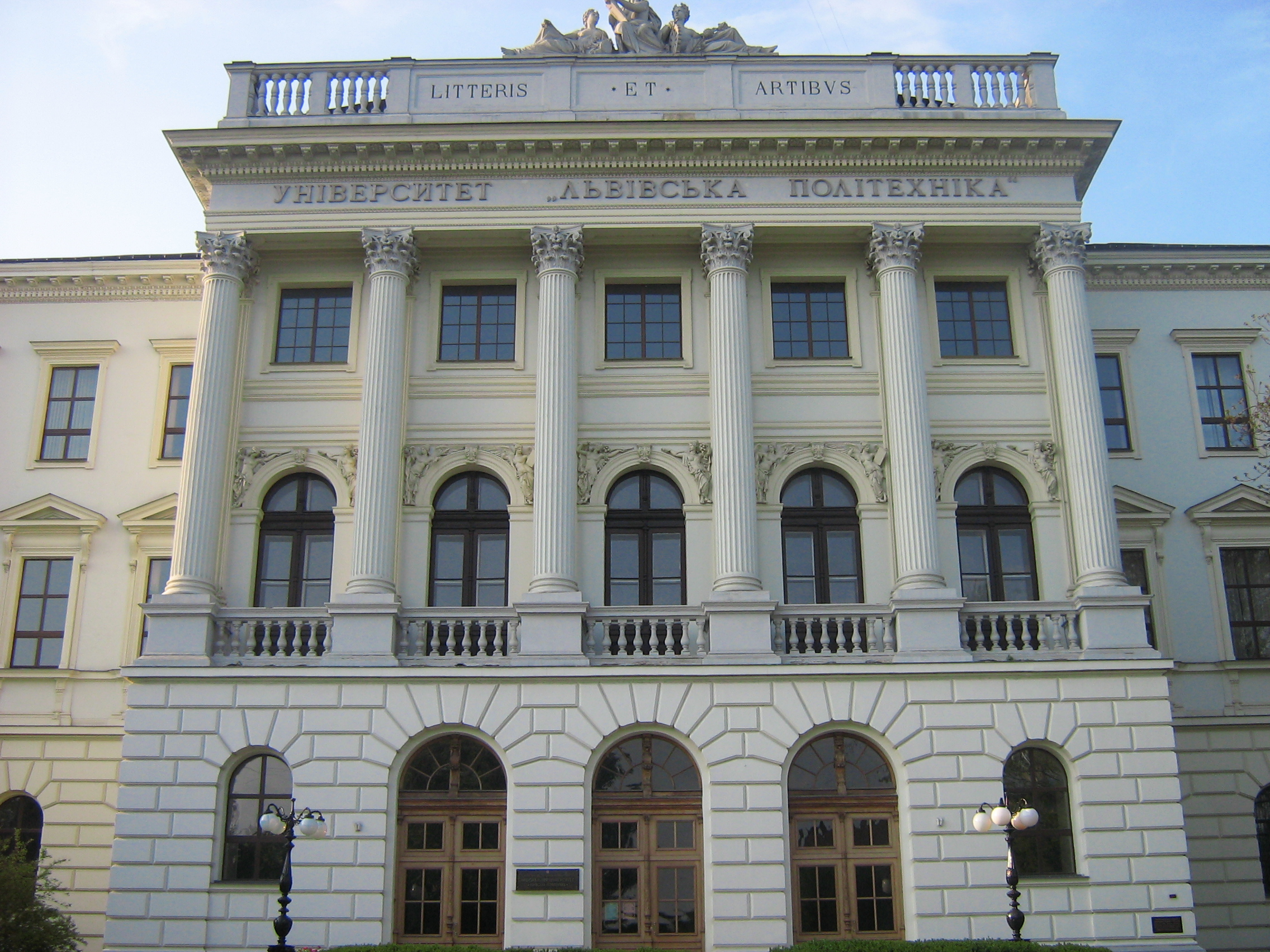
Edifício principal do Politécnico de Lviv
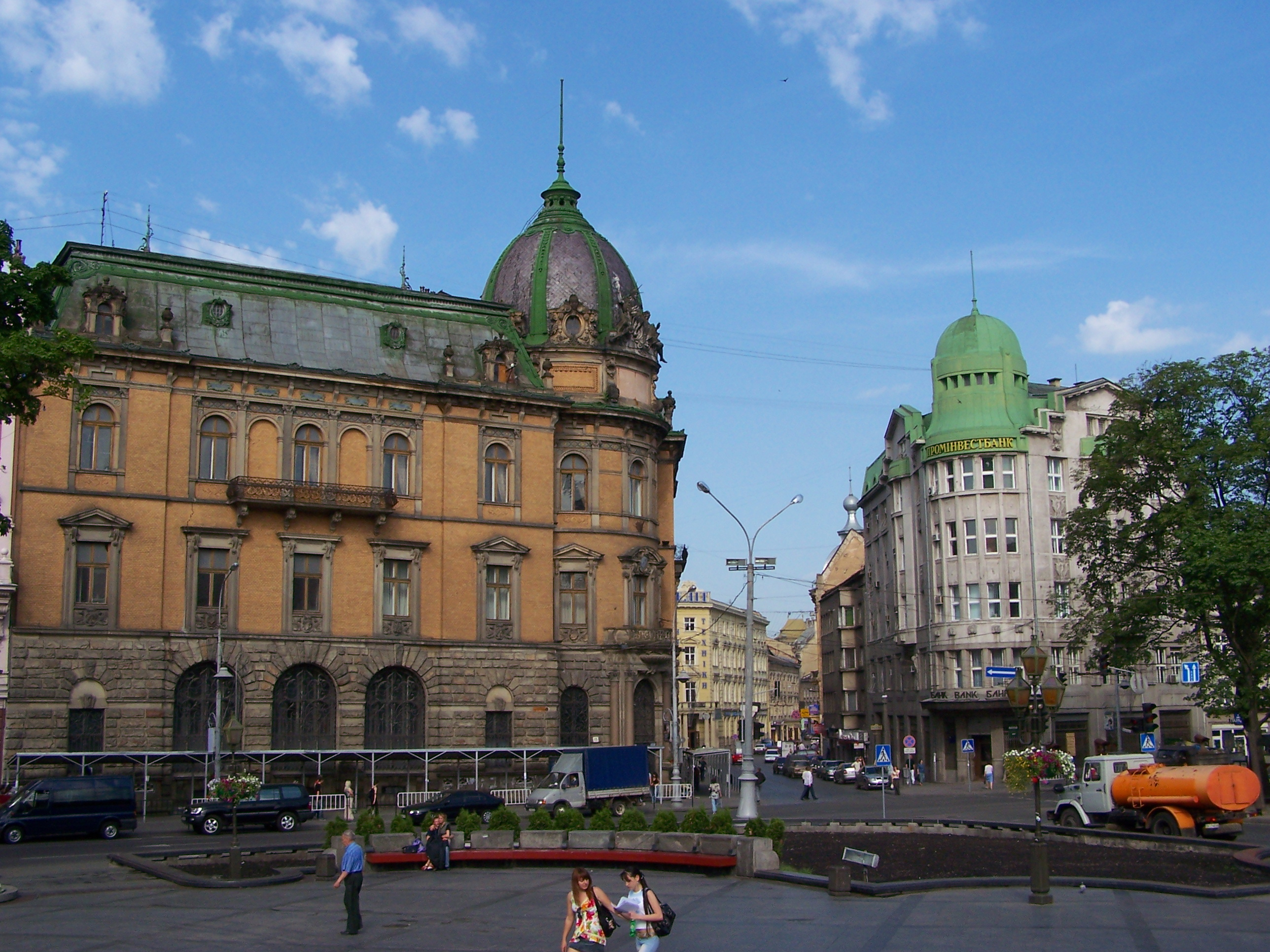
Caixa Económica Galiciana[3], Lviv
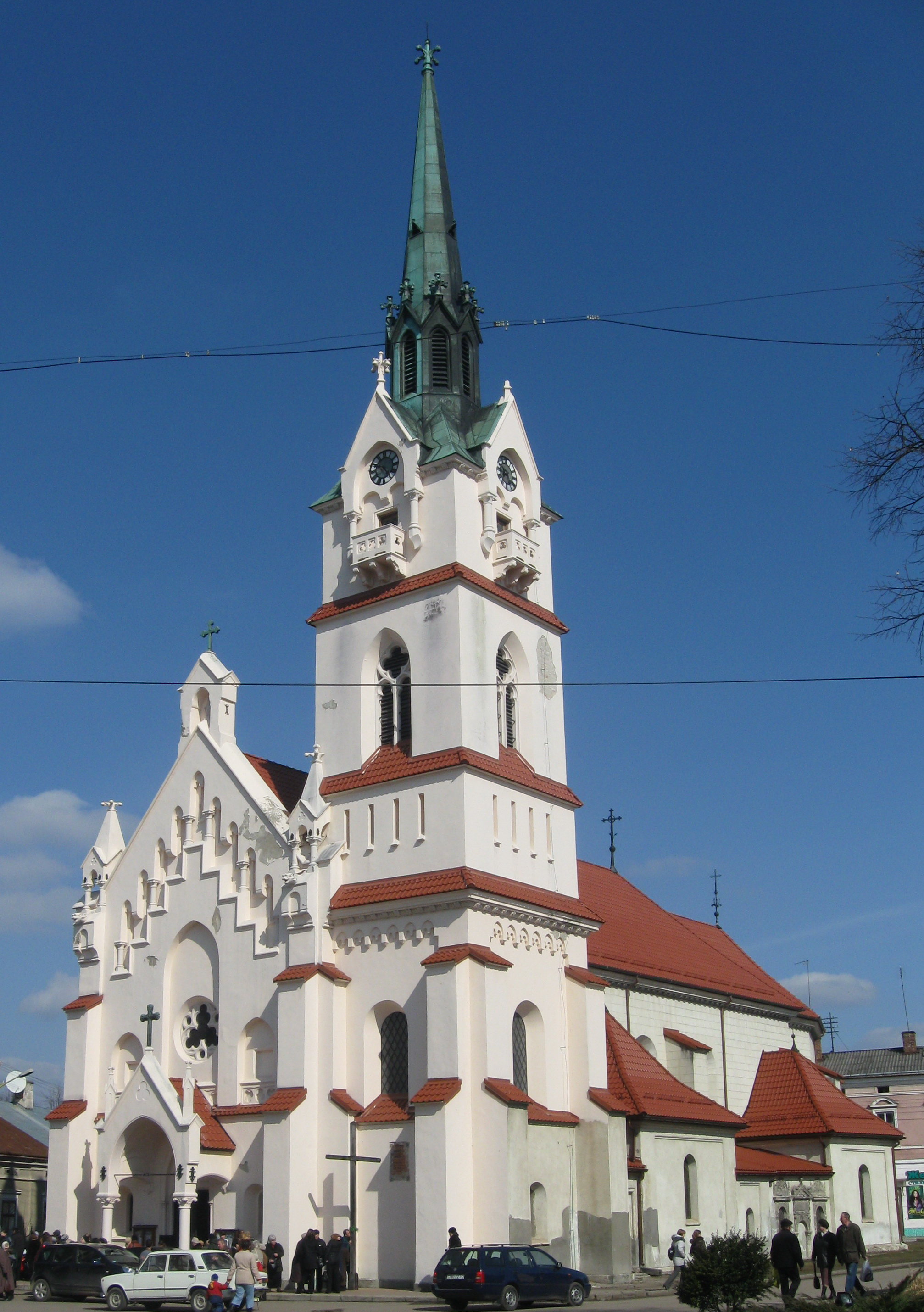
Igreja de Santa Maria em Stryi
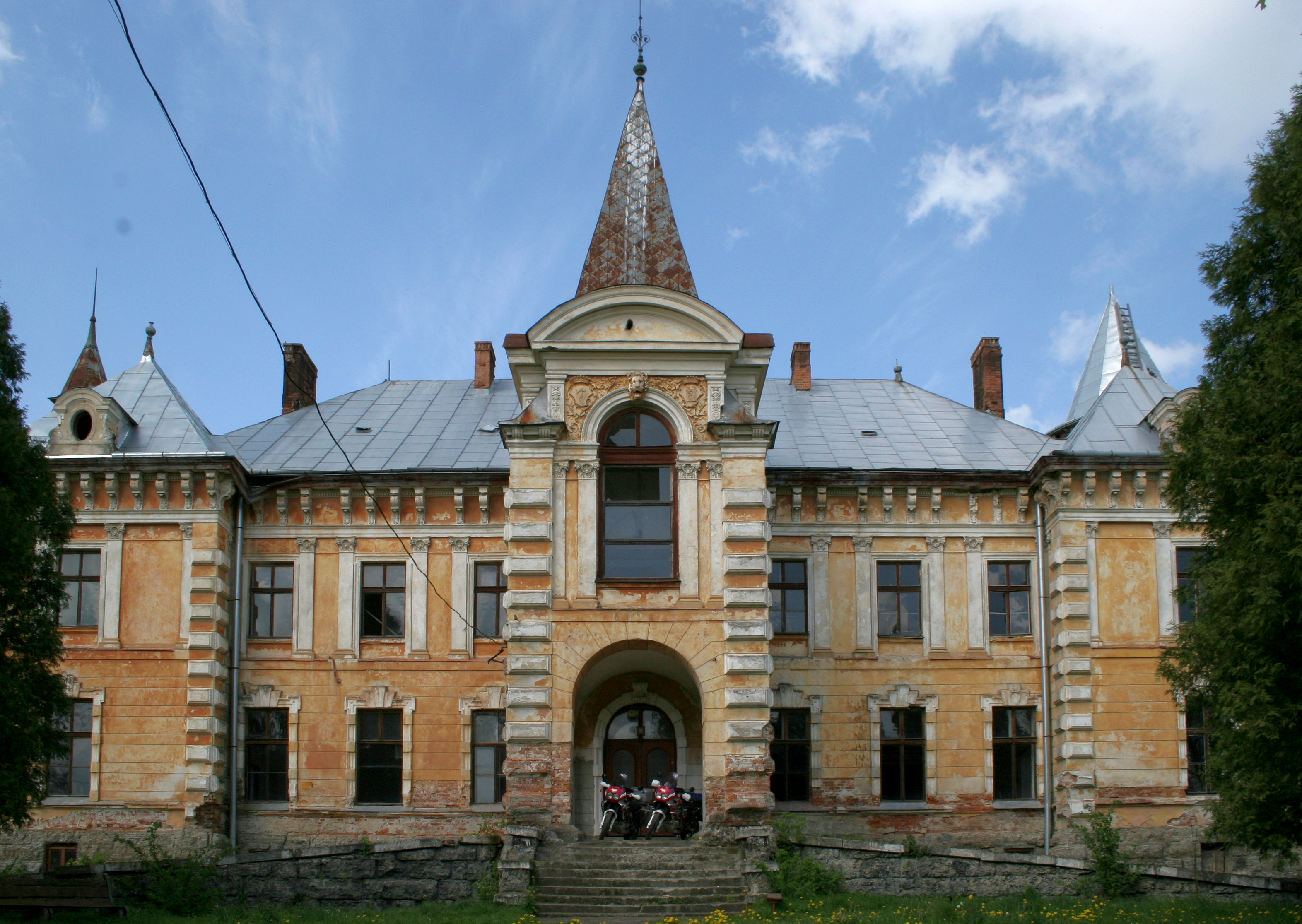
Palácio Psary
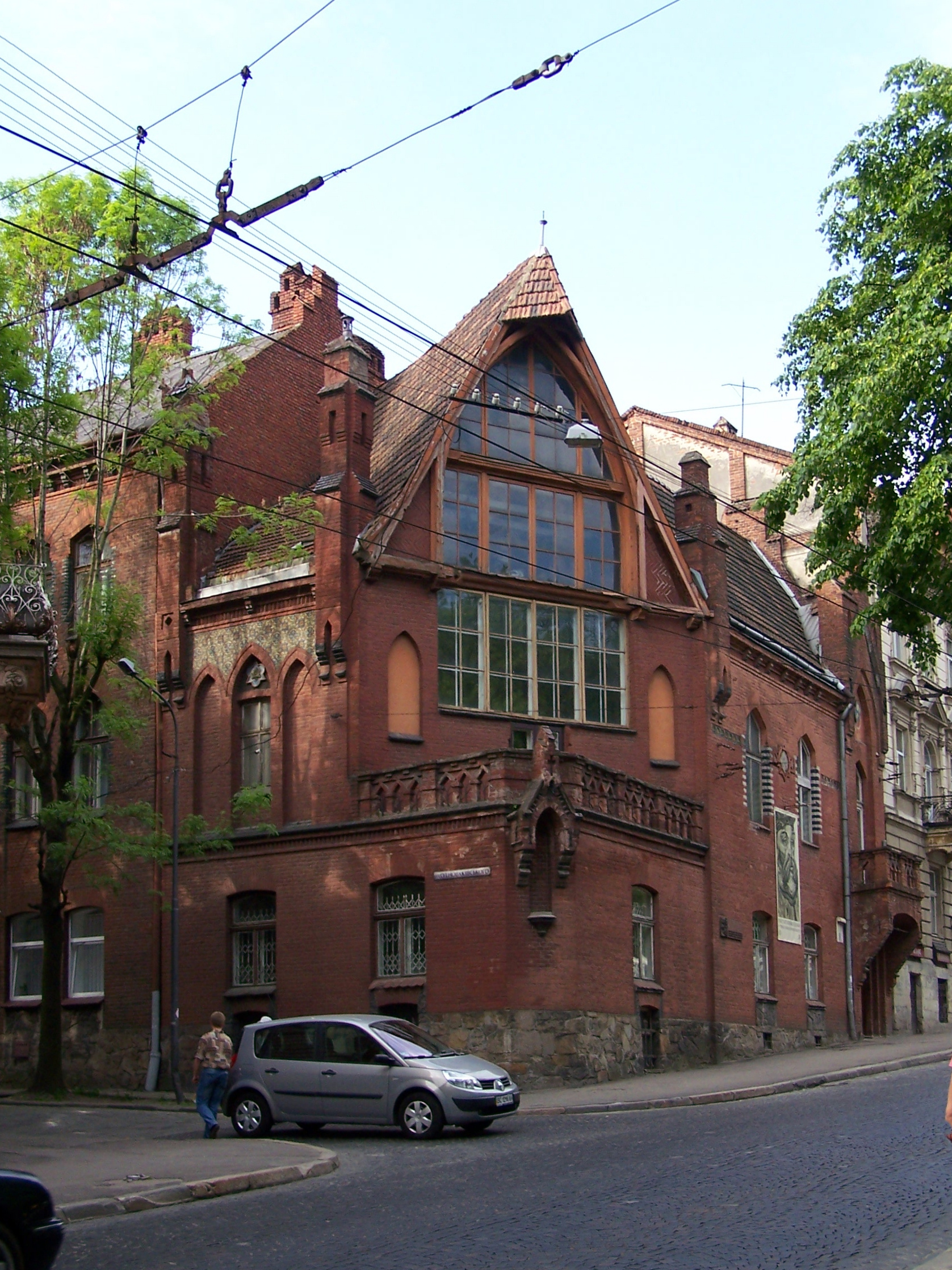
Casa Jan Styka, Lviv
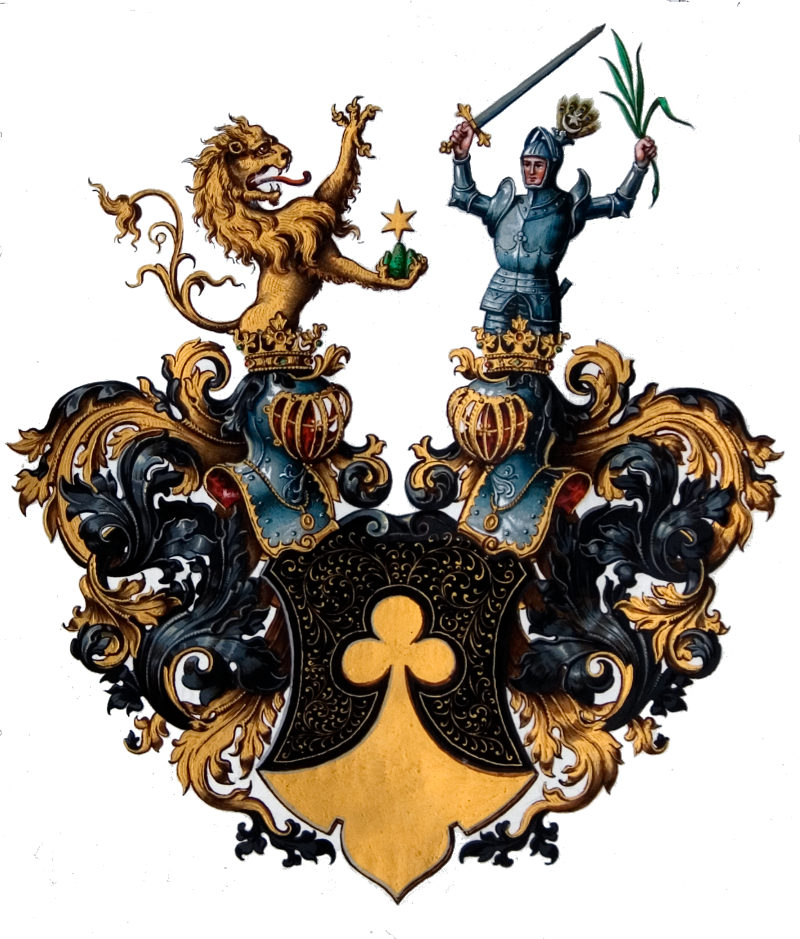
Brasão de Zachariewicz